# Muraeninae
Sous-famille
Les Muraeninae sont une sous-famille de poissons téléostéens serpentiformes, de la famille des Muraenidae.

## Liste incomplète degenres
Selon World Register of Marine Species (21 décembre 2014) :
- genre Diaphenchelys McCosker & Randall, 2007
- genre Echidna Forster, 1788
- genre Enchelycore Kaup, 1856
- genre Enchelynassa Kaup, 1855
- genre Gymnomuraena Lacepède, 1803
- genre Gymnothorax Bloch, 1795
- genre Monopenchelys Böhlke & McCosker, 1982
- genre Muraena Linnaeus, 1758
- genre Pseudechidna Bleeker, 1863
- genre Rhinomuraena Garman, 1888
- genre Strophidon McClelland, 1844

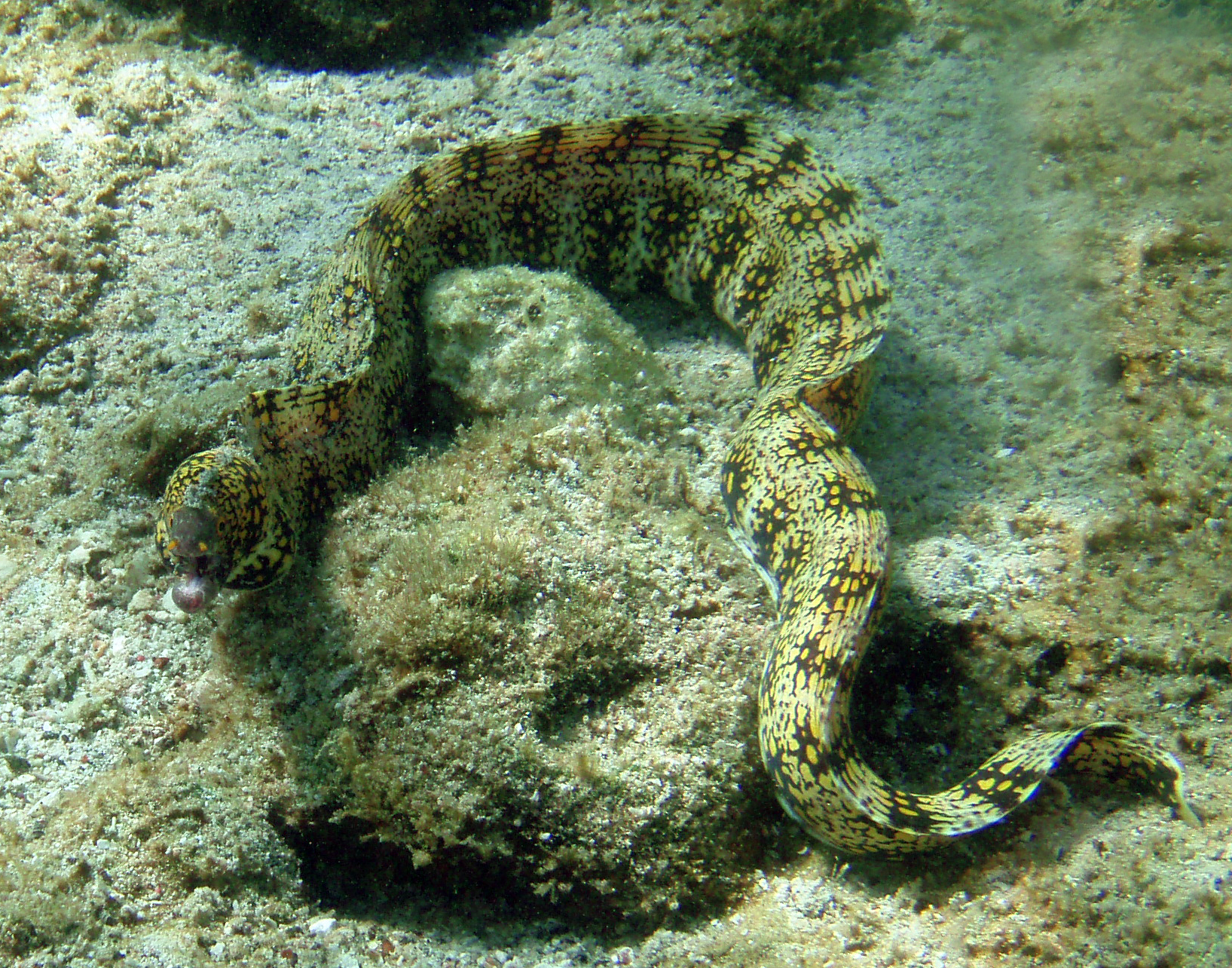
Echidna nebulosa
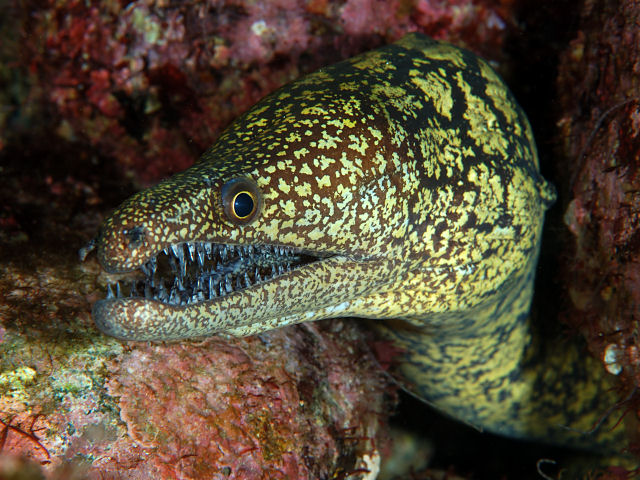
Enchelycore lichenosa
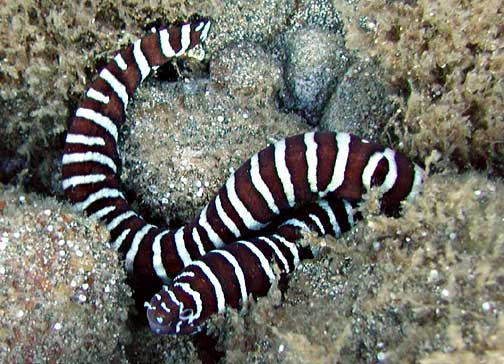
Gymnomuraena zebra
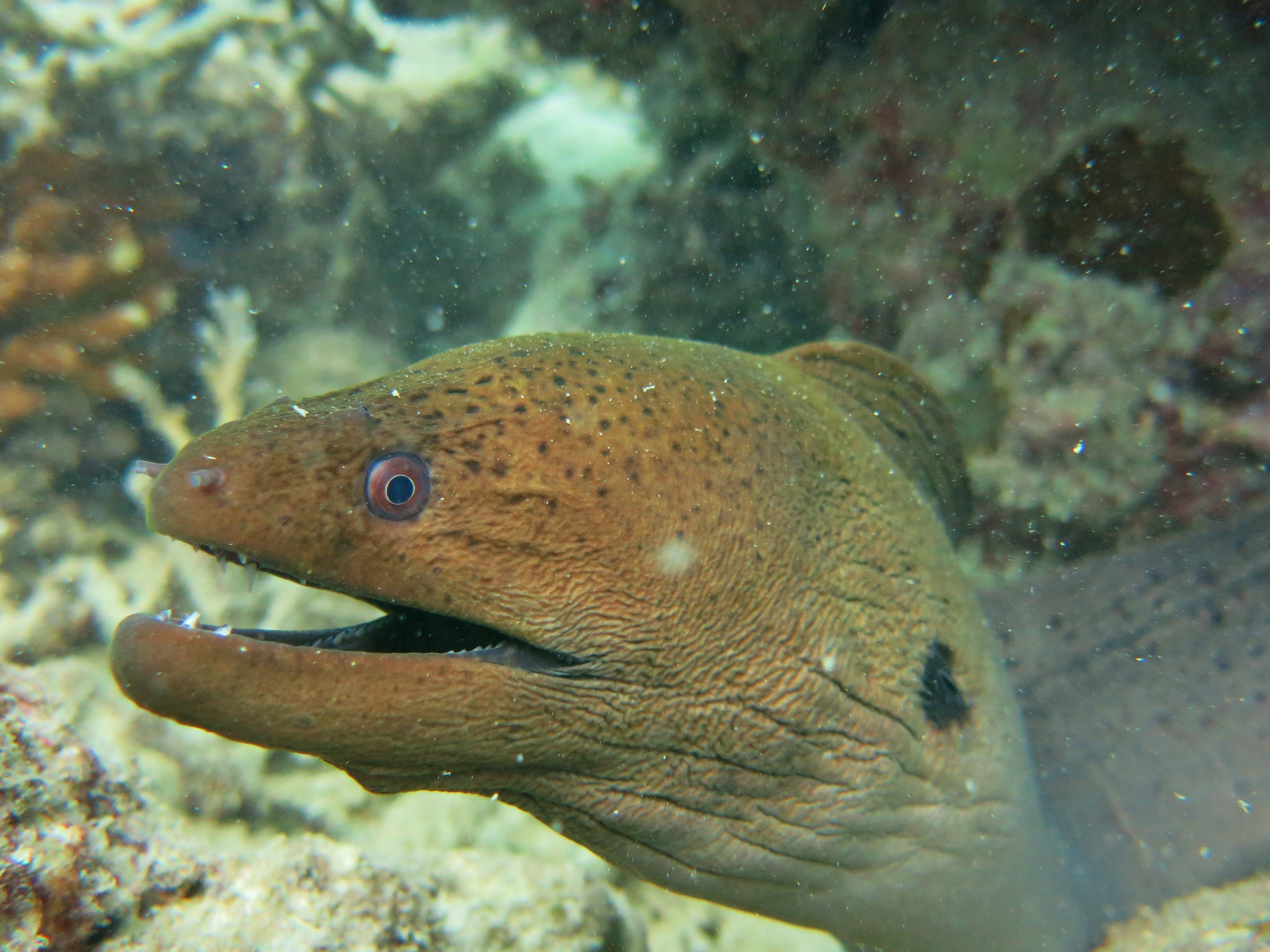
Gymnothorax javanicus
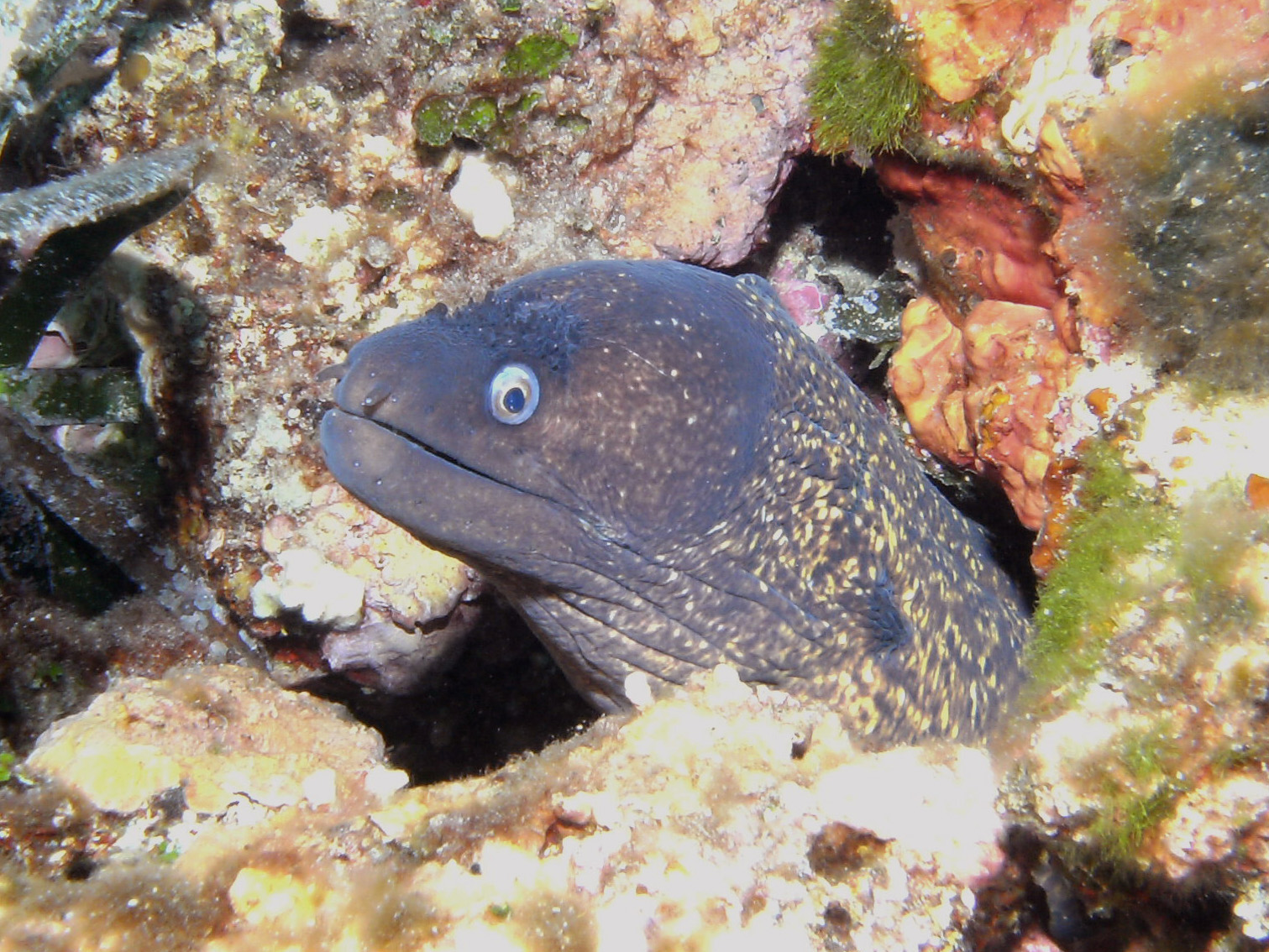
Muraena helena
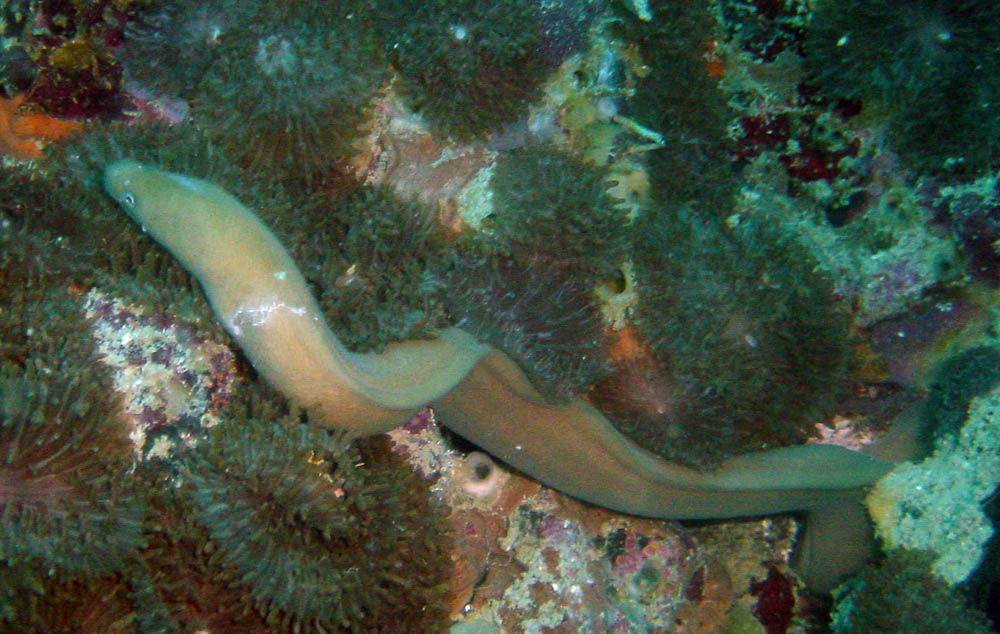
Pseudechidna brummeri
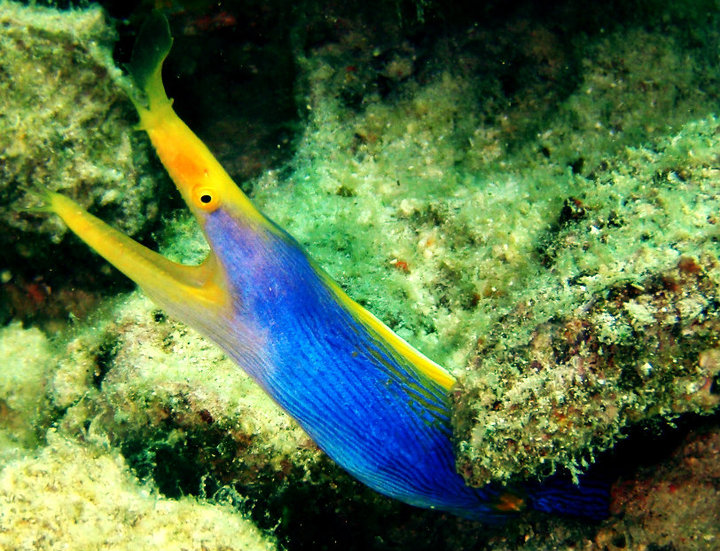
Rhinomuraena quaesita